# Countdown – Der Tod fährt mit
Countdown – Der Tod fährt mit (Seconds to Spare) ist ein Actionfilm mit Antonio Sabato Jr., Kimberley Davies, Jerome Ehlers und Kate Beahan aus dem Jahr 2002.

## Handlung
Der Ex-DEA-Agent Paul Blake wurde für ein Verbrechen, welches er nicht begangen hatte, aus dem Dienst entlassen und zu einer Gefängnisstrafe verurteilt. Nach seiner Entlassung setzt er alles daran, den CIA-Agenten Emmet Larkin zu jagen, welcher in Wahrheit für die Verbrechen verantwortlich war, für welche Blake angeklagt war. Die Spur führt ihn von Miami nach Australien.
Währenddessen dringt ein Kommando der EDL (Earth Defence League), einer militanten Umweltorganisation in ein Lager für chemische Kampfstoffe in der australischen Wüste ein und erbeutet mehrere Behälter mit einem gefährlichen Nervengift. Damit will die EDL die Regierung erpressen und eine weltweit auszustrahlende Pressekonferenz erzwingen, in welcher die Öffentlichkeit über verschiedene umweltzerstörende Aktivitäten der Regierung zu informieren.
Die idealistische Umweltaktivistin Eve Lambert, realisiert zunächst nicht, dass sie sich mit dem gefährlichen Terroristen Emmett Larkin eingelassen hat, welchem es lediglich um persönliche Bereicherung geht, wofür er auch Tote in Kauf nimmt.
Blake folgt Larkin beim Einsteigen in einen Zug, welcher kurz darauf von der EDL gekidnappt wird. Mehr und mehr wird Eve bewusst, dass es Larkin nur darauf abgesehen hat, die Regierung um 25 Millionen Dollar zu erpressen, während der Zug auf Sydney zurast und das an Bord befindliche Nervengas den Tod von 5 Millionen Menschen verursachen könnte.
Mehrere Versuche den Zug durch Spezialeinheiten von außerhalb zu stoppen scheitern. Blake der bei der Abfahrt die attraktive Rhonda kennenlernte und sich mit dieser dem Zugriff der Terroristen entziehen konnte versucht nun gemeinsam mit dieser Larkin zu stoppen um die Katastrophe zu verhindern.
Es gelingt ihm nach und nach die Anzahl der Terroristen im Zug zu dezimieren, trotzdem gelingt es ihm nicht den Zug zu stoppen. Eve welche nie vorhatte den Kampfstoff einzusetzen versucht Larkin davon abzuhalten Sydney im Inferno untergehen zu lassen und wird daraufhin von diesem erschossen. Nachdem die Regierung die 25 Millionen Dollar transferiert hat springt Larkin mit einem Behälter des Nervengiftes aus dem fahrenden Zug. Blake verfolgt und stellt ihn in einem Bahndepot. Nach einem kurzen Kampf gelingt es Blake Larkin mit dem aktivierten Kampfstoff in der luftdichten Lackierhalle des Depots einzuschließen.
Die Regierung entschließt sich den Zug kurz vor Sydney in die Luft zu jagen, zeitgleich versuchen die Geiseln unter Führung von Rhonda die Lok vom Zug abzukoppeln was ihnen auch in letzter Sekunde gelingt, bevor die Lok durch eine Rakete zerstört wird und das Nervengas durch die hohe Temperatur unschädlich wird.
Rhonda welche glaubte, dass Blake sich auf der Lok befunden hätte trifft diesen später in Sydney wieder.